# Földi János (orvos)
 Földi János  (Nagyszalonta, 1755. december 21. – Hajdúhadház,  1801. április 6.) magyar orvos, természettudós, nyelvtudós és költő.

## Életútja
A debreceni Református Kollégiumban tanult, 1784-től a pesti Tudományegyetem Orvoskarának hallgatója. Orvosi tevékenységét Szatmáron (Szatmárnémeti) kezdte. E teendői mellett a nyelvtan, a verstan, a természetrajz és a természettudomány magyar terminológiájának kialakítása is érdekelte. Levelezett Kazinczy Ferenccel, s folyóiratainak állandó munkatársa, valamint a Magyar Museum korrektora lett. 1792-ben megnyerte a Hadi és Más Nevezetes Történetek című lap pályázatát, amelyet a lap két szerkesztője, Görög Demeter és Kerekes Sámuel hirdetett meg új magyar nyelvtan írására. Dolgozatában kimutatta, hogy nyelvszokásunk tele van  ellentmondásokkal.
1791-ben a Hajdú kerület orvosa lett, s Hadházra (Hajdúhadház) költözött. Ott érdeklődése a magyar nyelvű állat- és növényrendszer kidolgozása felé fordult. Egy értekezésében (Rövid kritika és rajzolat a magyar füvésztudományról – Bécs, 1793) a magyar növénynevek rendszerezését és osztályozását tűzte ki célul.
Linné Critica Botanicáját véve alapul, részletes bírálat alá vette az akkor ismert magyar növény- és állatneveket, behatóan tárgyalta eredetüket, és javasolta sok – általa hibásnak, megtévesztőnek vagy sértőnek vélt – név kicserélését vagy javítását, továbbá újak alkotását. E munka szolgált alapul Diószegi Sámuel és Fazekas Mihály első magyar nyelvű növényhatározója, a Magyar Füvész Könyv (Debrecen, 1807) elkészítéséhez. A svéd tudós rendszerét magyarul az általa tervezett sorozat (Természeti História) első és egyetlen kötetében: A’ Linné Systemája szerént. Első tsomó. Az állatok országa. A Földi halála után fél évvel Pozsonyban megjelent könyv az első rendszeres magyar nyelvű állattan.
Földi János 1801-ben, alig 46 éves korában hunyt el tüdőbajban. Hajdúhadházán, kedves akácfái alá temették el.

## Művei
- Rövid kritika és rajzolat a' Magyar füvésztudományról. Bécs, 1793
- Rövid kritika és rajzolat a' magyar fűvésztudományról; hasonmás kiad.; DE AGTC, Debrecen, 2010
- Természeti história. A' Linne Systémája szerént : Első tsomó. Az állatok országa. Pozsony, 1801
- Földi János költeményei. Régi magyar könyvtár 25., Budapest, 1910
- Magyar Nyelvkönyv avagy Grammatika; sajtó alá rend. Gulyás Károly; Régi magyar könyvtár 28., Budapest, 1912
- Verseghy Ferenc, Földi János, Fazekas Mihály válogatott művei; Verseghy Ferenc és Földi János szöveggond. Vargha Balázs, jegyz. V. Gimes Ágnes; Fazekas Mihály szöveggond., jegyz. Julow Viktor; Szépirodalmi, Bp., 1989 (Magyar remekírók)
- Ráday Gedeon és Földi János összes versei; sajtó alá rend. Borbély Szilárd; Universitas, Bp., 2009 (Régi magyar költők tára, XVIII. század)
- Három református lelki könyv / Berecz Ágnes: Ráday Pál – Lelki hódolás / Bíró Gyöngyi: Diószegi K. István – Lelki fegyver / Bíró Gyöngyi: Maklári János – Lelki jó illat-tétel; Borda Antikvárium, Zebegény, 2018 (Régi magyarországi vallásos nyomtatványok)